# Taymir
Taymir was een Nederlandse indierockband, die gevormd werd in 2013 in Den Haag. De band bestond uit Bas Prins (zanger), Quinten Meiresonne (bassist), Mikkie B Wessels (gitarist) en Isaï Reiziger (drummer). Het eerste album van Taymir, Phosphene, kwam op 25 oktober 2013 uit. Phosphene behaalde de 22e plaats in de Album Top 100.
De muziek van Taymir is met hun 60's sound te vergelijken met artiesten als The Strokes en Miles Kane.
In de zomer van 2014 speelde de band op verschillende festivals in zowel Nederland als het buitenland. Op 8 juni 2014 stond de band op Pinkpop. Oktober 2014 speelde Taymir verschillende shows in de Verenigde Staten. 
Op 13 mei 2016 kondigden ze in de ochtendshow van Giel Beelen aan te stoppen.

## Discografie

### Albums
- Phosphene (2013)

### Singles
- Aaaaah (2013)
- All We Know (2014)
- Melanie (2014)
- What Would You Say (2014)
- Sometime (2015)